# Baragur, Sira
Baragur là một làng thuộc tehsil Sira, huyện Tumkur, bang Karnataka, Ấn Độ.